# Сабіров Володимир
Володимир Сабіров (1948) — радянський хокеїст, нападник.

## Спортивна кар'єра
Три сезони захищав кольори київського «Динамо» і дніпродзерджинського «Хіміка». У вищій лізі провів 7 матчів, забив 1 гол.

## Статистика
| Сезон               | Клуб                       | Ліга                | І | Г  | П | О | ШХ |
| ------------------- | -------------------------- | ------------------- | - | -- | - | - | -- |
| 1967-68             | «Динамо» (Київ)            | СРСР                | 2 | 0  | 0 | 0 | 0  |
| 1968-69             | «Динамо» (Київ)            | СРСР                | 5 | 1  |   |   |    |
| 1969-70             | «Хімік» (Дніпродзержинськ) | СРСР-3              |   | 13 |   |   |    |
| Усього у вищій лізі | Усього у вищій лізі        | Усього у вищій лізі | 7 | 0  | 0 | 0 | 0  |